# Remigio Antonio Cañarte Figueroa

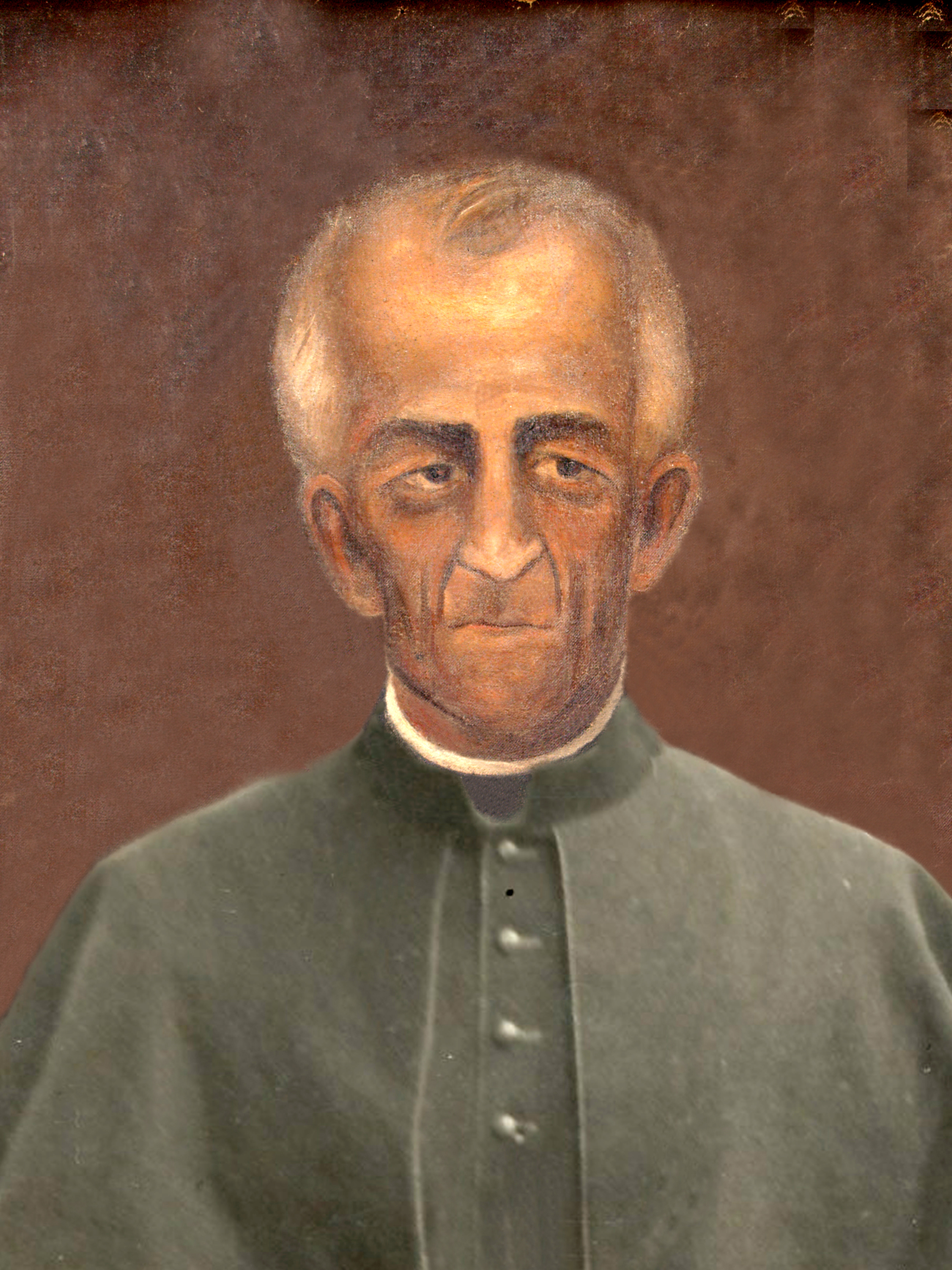
Retrato del fundador de Pereira, Remigio Antonio Cañarte Figueroa (1790-1878) - Archivo Álvaro Camacho.

Remigio Antonio Custodio José Joaquín Cañarte y Figueroa (Cartago, 1 de octubre de 1790-Pereira, 29 de octubre de 1878) fue un clérigo patriota de la entonces diócesis de Popayán y fundador de la ciudad de Pereira (Colombia). Tras su muerte fue llamado por el Concejo Municipal de Pereira “Prócer de la Independencia” por su participación como soldado patriota en la Guerra Magna (1816-1819) que dio a Colombia la libertad definitiva del dominio español y “fundador exclusivo de la ciudad”.

## Orígenes
Hijo de Manuel José Antonio Cañarte Salamando y María Nicolasa Figueroa Rojas, ambos nacidos en Cartago pero de padres españoles de la región de Laredo, llegados a la Nueva Granada debido a sus actividades comerciales. Estudió gramática en el Aula de Latinidad de su ciudad natal hasta que pudo iniciar estudios de colegial en el Real Colegio Seminario San Francisco de Asís de Popayán donde compartió aula con personajes que más tarde serían reconocidos próceres de la Independencia como José María Obando y Pedro Antonio Torres siendo alumno, además, del famoso maestro José Félix de Restrepo.

## Soldado patriota
Luego del cierre del Colegio Seminario de Popayán en el año 1811, convertido en cuartel disputado entre realistas y republicanos en el contexto de la batalla del Bajo Palacé bajo las órdenes de Antonio Baraya, el seminarista Cañarte debió regresar clandestinamente a Cartago para no ser enlistado por la fuerza en los ejércitos realistas y allí ejerció el oficio de Preceptor de primeras letras durante cuatro años. Sin embargo, del destino de la guerra no pudo sustraerse pues a comienzos del año 1816 fue subordinado por el ejército realista bajo las órdenes de Antonio Plat para su causa. Ya en los llanos de Casanare fue rescatado por el militar republicano Ramón Nonato Pérez y pasó a batallar en el ejército patriota. Años más tarde expresaría: “aún padezco de una hernia adquirida en los Llanos de Casanare en las dos épocas de Españoles y Republicanos en cuya época serví a estos últimos con gratulación”.

## Ordenación sacerdotal
Regresando de la Guerra Magna a su tierra natal, entre 1820 y 1822 Remigio Cañarte siguió ejerciendo como “preceptor de primeras letras”. A pesar de dedicarse con entusiasmo a la educación de la joven élite cartagüeña, Cañarte aún conservaba el ideal de hacerse sacerdote pero su deseo no podía verse realizado ya que aún seguía clausurado el Seminario de Popayán. Tras su reapertura en 1822 dada la conciliación entre el Libertador Simón Bolívar y el obispo de la ciudad, Salvador Jiménez de Enciso que había estado exiliado en Pasto, el seminarista Remigio Cañarte pudo concluir sus estudios y ser ordenado sacerdote por dicho obispo el 4 de marzo de 1823 a la edad de 32 años y seis meses.

## Carrera eclesiástica
Inicialmente fue designado como cura interino de Santa Ana, localidad vecina de Cartago y luego pasó durante dos años (1824-1826) a ejercer como Sacristán Mayor de la iglesia matriz de Cartago, siendo teniente de cura del presbítero José Ramón Bueno, cura propio de la ciudad. En 1826 ganó oposición al curato de Zaragoza, también localidad cercana, donde permaneció como párroco hasta 1834; en este año, debido a enfermedades que había contraído en la época de soldado en las batallas de Independencia, pasó a servir como capellán en la Iglesia de Guadalupe de Cartago y por periodos cortos como vicario parroquial de la Iglesia Matriz de San Jorge. Por esta época volvió a asumir el encargo civil de preceptor de primeras letras, es decir, profesor de gramática.
En el año 1853, tras sufrir un delicado accidente, redactó su testamento ante el notario José María Caicedo de la ciudad de Cartago, en el que daba cuenta de sus pocas pertenencias, una casa heredada por su padre y el goce del cinco por ciento anual del patrimonio de tres capellanías. Luego de que el presidente José Hilario López decretara la redención de capitales de capellanías en beneficio del Estado, el presbítero Remigio Cañarte debió dictar un nuevo testamento en 1856 ante el notario Saturnino Portocarrero de Cartago.

## Fundación del caserío de Cartagoviejo – Villa Robledo – Pereira
Sumido en la pobreza debido a la pérdida de las capellanías y en cuanto que tampoco era párroco sino solo vicario auxiliar, con diferentes enfermedades y con 67 años de vida, el presbítero Cañarte solicitó en septiembre de 1857 al obispo de Popayán, diócesis a la que pertenecía la parroquia de Cartago, el permiso para ausentarse hacia un terreno de mejor clima, respuesta afirmativa que recibió el 28 de octubre siguiente. Así fue como llegó al sitio donde siglos atrás, en el año 1540, el español Jorge Robledo había fundado la ciudad de Cartago que había sido trasladada al sitio junto al río La Vieja en 1691. Precisamente, por esa razón, el sitio aquel era llamado “Cartagoviejo”; allí se encontraban algunas familias dispersas: López, Hurtado, Carvajal, Buitrago, Marulanda y otras, que habían llegado procedentes del vecino Estado de Antioquia desde la década de los años cuarenta del siglo XIX.
El presbítero Remigio Cañarte empezó a congregar a la comunidad dispersa a través de la celebración de la eucaristía y de los sacramentos en una capilla que había construido en Cartagoviejo el también sacerdote Fulgencio del Castillo, párroco de la vecina población de Condina, hoy desaparecida. Así fue como en 1860 ya se encontraba una comunidad que se consolidaba paulatinamente en el lugar que hoy ocupa la ciudad de Pereira; en aquel año se solicitó la creación de una parroquia pero la solicitud fue desatendida hasta que no se reconstruyera la capilla, obra que la comunidad con el cura Cañarte emprendieron pronto. Desde finales de 1862 la capilla de “Villa Robledo” (llamada así en recuerdo del fundador de la antigua Cartago) ya estaba restaurada pero la Guerra Civil impidió su bendición que finalmente se realizó el 30 de agosto de 1863 junto con el cementerio de la población ubicado en el sector de Las Partidas. Acto seguido, el obispo de Popayán Pedro Antonio Torres decretó el 14 de octubre de 1863 la “fundación formal de Villa Robledo y su coadjutoría parroquial” dependiente de la parroquia de Salento.

## Estudios recientes
Los estudios del historiador Raúl Ortiz Toro con base en el Archivo Histórico Eclesiástico de la Arquidiócesis de Popayán (AHEAP), jurisdicción eclesiástica a la que perteneció el territorio de Cartagoviejo - Pereira hasta el año 1900, consignados en su obra “Pereira y la Iglesia en el siglo XIX: fundación diacrónica y desarrollo” (2019) han demostrado el protagonismo de Remigio Antonio Cañarte en la consolidación de un proyecto poblacional en el sitio de Cartagoviejo a través del ejercicio de su ministerio sacerdotal. En consecuencia, al ser una “fundación diacrónica” se desmiente la versión tradicional de que la ciudad de Pereira haya sido la realización de un deseo tardío del jurista Francisco Pereira Martínez en su lecho de muerte, acaecida en el año 1863; igualmente, se desmiente que Jesús María Ormaza haya sido el fundador de Pereira puesto que en 1863 tenía apenas 16 años de edad y su participación en los años fundacionales se limitó a fungir como monaguillo en la solemne misa del 30 de agosto. En el mismo sentido, el historiador Sebastián Martínez Botero en su obra “Política y espacio. Historia de la conformación territorial de Pereira (1857-1884) ha destacado el proceso de consolidación de la ciudad no como un evento unívoco sino como un desarrollo en el tiempo al que ha llamado “conformación”.
Bien sea llamada “fundación diacrónica” (Ortiz, 2019) o “conformación” (Martínez, 2013), la consolidación de la ciudad se dio gracias a varios liderazgos: el civil, el religioso, el colonizador; entre estos liderazgos el rol del sacerdote, desde una perspectiva contextual del siglo XIX, era determinante. Por tal motivo, como lo ha destacado Ortiz “en la segunda mitad del siglo XIX las poblaciones que no contaban con cura propio estaban destinadas a desaparecer debido a la raigambre católica de los colonizadores antioqueños”. Esta fue la razón por la cual Cartagoviejo pudo progresar hasta convertirse en villa, aldea y municipalidad con el nombre de Pereira.

## Donación de tierras de Guillermo Pereira Gamba
El nombre “Pereira” fue adoptado por el presbítero Cañarte y los vecinos de la población, aunque con algunas resistencias, debido a la donación de tierras que hizo en 1864 Guillermo Pereira Gamba, hijo de Francisco Pereira Martínez en las inmediaciones de la naciente localidad, cuando ya la villa tenía un consolidado recorrido pero que permitieron asegurar la continuidad del proceso de colonización por parte de los inmigrantes antioqueños. De modo que la donación de tierras no fue decisiva para la “fundación” inicial sino para la “consolidación”.

## Creación de la parroquia de Pereira y muerte
El presbítero Remigio Antonio Cañarte junto con la comunidad construyeron una nueva iglesia en el año 1868 aunque no pudieron concretar la creación de la parroquia de Nuestra Señora de la Pobreza sino en el año 1871 cuando el obispo Carlos Bermúdez Pinzón la erigió por insistencia de la comunidad en una de sus visitas pastorales al poblado. El 24 de abril de 1873 Cañarte dictó una vez más su testamento, esta vez en Pereira ante el notario Elías Recio, dejando como herederas universales a las hermanas Ana Joaquina, María de la Paz y María de Jesús Cantera quienes lo habían asistido desde hacía más de treinta años cuando era vicario parroquial de Cartago. En 1874 se adquirieron los predios donde estaba localizada la antigua Iglesia de la desaparecida ciudad de Cartago y la construcción del templo parroquial actual iniciaría en 1880 bajo el liderazgo del sacerdote antioqueño y arquitecto Juan Nepomuceno Parra. Mientras tanto, en diciembre de 1875, cuando ya Remigio Cañarte contaba con 85 años fue nombrado el presbítero José Dolores Córdoba como “cura auxiliar de Pereira” debido a la avanzada edad y ceguera del fundador. En septiembre de 1877 ese mismo encargo recayó sobre el presbítero José María García quien en ese momento era párroco de Salento; fue este sacerdote quien atendió los últimos días de Remigio Cañarte Figueroa y lo acompañó en su muerte la madrugada del 29 de octubre de 1878.
El Cabildo del Distrito de Pereira el 19 de diciembre de 1878 expidió el Acuerdo Número 13 honrando la memoria del sacerdote y prócer de la Independencia Remigio Antonio Cañarte Figueroa, considerando “Que la fundación de este lugar se debe exclusivamente a tan eminente sacerdote".
Por acuerdo número 13 del Cabildo del Distrito de Pereira (19 de diciembre de 1878) se honró «la memoria del prócer sacerdote Remigio Antonio Cañarte Figueroa y se ordena el levantamiento de un túmulo funerario en la Iglesia Parroquial de Nuestra Señora de la Pobreza de Pereira».